# 對於2022年環台軍事演練的反應
在2022年環台軍事演練中，來自各方公眾人物和媒體對此做出反應。

## 中华人民共和国
8月4日，中华人民共和国国防部新闻发言人谭克非就中国人民解放军的系列军事反制行动发表谈话，他表示佩洛西访台的行为与美方不支持“台独”的承诺背道而驰，是对中方严重的政治挑衅，是对中美两国两军关系的严重破坏，是对台海和平稳定的巨大冲击和威胁。同时他表示美方和民进党当局“以台制华”注定徒劳，“挟洋自重”没有出路。中国将坚决捍卫国家主权和领土完整，绝不为任何形式的“台独”行径和外部干涉留下任何空间。在中华人民共和国外交部举行的例行记者会上，针对记者提问“中方军演的涉及区域包括日本专属经济区”的问题，发言人华春莹表示中日在有关海域尚未划界，中方不接受所谓“日本专属经济区”的说法，并表示这次演习已事先通告，符合国际法和国际实践。
8月5日，中華人民共和國外交部發言人华春莹在Twitter上用英文表示「美國是挑釁者，中國則是受害者，是美方先勾結台灣挑釁，中方才會被迫自衛」，并將目前台海局勢緊張的原因歸咎美國，使華春瑩的账号一小時湧入各國網友批評。
8月9日，中华人民共和国外交部副部长马朝旭接受中国中央电视台和中国国际电视台采访。马朝旭表示，美方称中方在台海展开的军演活动就像俄罗斯入侵乌克兰一样，将招致国际社会谴责的这种说法用心险恶。台湾问题完全是中国内政，与乌克兰问题完全是两回事，美国惯于拱火挑事。
《解放军报》钧正平称，有遊客在福建沿海某區域「發現並制止了用專業設備偷拍解放軍演訓的外籍人員」。報道稱，對台相關軍事行動和部署更是別有用心者刺探的重點，軍事演訓是某些人員刺探軍情的敏感時期，「偷拍軍事行動要引起我們的足夠警惕」。
8月10日，有外媒记者就能否确认军演仍在继续、军演是否会继续进行的问题向中华人民共和国外交部发言人汪文斌提问。汪文斌回答，外交部已经清楚阐明中方在自己领土的周边海域进行军事演训是正当合理合法的，既是對挑釁者的警示，也是對“台獨”分裂勢力的懲戒，至於該記者關注的具體消息，請向中國軍方了解。
8月15日，针对美国参议院议员艾德·马基率国会代表团5人乘专机抵达台北松山机场并访问台湾一事，中华人民共和国国防部表示，中国人民解放军东部战区在台湾周边海空域组织多军兵种联合战备警巡和实战化演练，就是对美台勾连挑衅的坚决回击和严正震慑。中国人民解放军持续练兵备战，坚决捍卫国家主权和领土完整，坚决粉碎任何形式的“台独”分裂和外来干涉图谋。
对于8月28日美国海军两艘巡洋舰穿越台湾海峡，东部战区表示全程跟监警戒，外交部发言人赵立坚回應“美國打着‘航行自由’的幌子炫耀武力，是谋求‘横行自由’的挑衅，不要向‘台独’分裂势力发出任何错误信号”。

## 中華民國
8月4日，中華民國外交部新聞稿表示，解放軍於8月4日向台灣東北部及西南部周邊海域，發射多枚彈道飛彈，威脅國家安全，造成區域緊張情勢升高，也影響正常國際交通與貿易，強烈譴責任意試射導彈，並要求自我克制。外交部同時呼籲國際社會，共同譴責解放軍對台的軍事威脅，也籲請世界各國持續聲援民主台灣，共同捍衛自由民主價值、維護以規則為基礎的國際秩序，和印太區域的自由與開放。下午，陸委會發言人邱垂正在例行記者會表示，軍演已“侵犯我領土領海主權”，對此“侵略”行徑，要給予嚴厲的譴責並表達嚴正抗議。

中華民國總統蔡英文當晚發表錄影談話，針對演習，呼籲中華人民共和國「理性自制」，嚴正譴責「中國破壞了台海的現狀，侵犯了台灣的主權」，並強調「不會升級衝突」。
8月7日，兩岸各约有10艘军舰在台湾海峡附近近距离航行，部分越过海峡中线。中华民国前空軍副司令張延廷在《鄭亦真辣晚報》節目回應，此次軍演後海峽中線應該完全消失了，而這會讓台灣陷入隨時警戒、缺乏時間訓練的「疲勞戰」，當前要務是設法將戰略縱深往回推。蔡政府稱長期軍演，可能演變為國際危機；台軍方則稱，國防部會繼續跟進備戰，目前沒有解除警戒的時間表。
8月9日，中華民國國軍開始進行大規模軍事演習，以反制北京方面的“侵略”。同日，張延廷則表示解放軍的戰鬥機與軍艦持續在台灣周圍頻繁活動，但中華民國軍隊無所作為，会使民眾認為國家沒能力。
8月10日，駐西雅圖臺北經濟文化辦事處處長甄國清在《西雅圖時報》投書表示，解放軍軍艦及戰機史無前例入侵，不僅加劇區域緊張局勢，也對國際交通和貿易造成負面影響。甄國清強調，台灣人民有權結交世界各地的朋友，大陸無權干涉，並亟盼美國與民主自由夥伴透過加強雙邊經貿關係及助台參與印太經濟架構（IPEF）。他呼籲民主自由國家必須聯合起來反擊具有全球野心的威權。
8月11日晚，蔡英文參加新北市小英之友會中和分會舉辦的首場“民主前進挺18”宣講活動，席間有3名中華統一促進黨人士衝進會場，向其抗議「要和平！不要挑釁」，隨後遭國安人員制止帶離。
8月19日，蔡英文在出席“台湾黑客年会”开幕式时呼吁，“希望全民都能共同强化对错假讯息的辨识能力，并且阻断错假讯息的散布。”
8月23日，中華民國友邦貝里斯、史瓦帝尼、瓜地馬拉、海地、馬紹爾群島、諾魯、帛琉、巴拉圭、聖克里斯多福及尼維斯、聖露西亞、聖文森及吐瓦魯駐聯合國常任代表發表聯合聲明，嚴正呼籲聯合國及國際社會敦促中國大陆立即停止對台軍演行動及改變現狀的企圖。25日，中華民國外交部對此表達誠摯感謝。
8月30日，蔡英文視導澎湖前線部隊，蔡總統致詞表示，近來中國大陆軍演後仍以無人機侵擾等「灰色地帶」衝突手法，持續對台灣進行文攻武嚇，並強調「敵軍越是挑釁，國軍越要冷靜」。

## 美国
美國國家安全會議戰略溝通協調官约翰·柯比譴責北京試圖藉由裴洛西訪台建立新現狀，表示美國國防部長奧斯汀已指示航空母艦雷根號繼續駐防在該區域監控局勢。
8月4日，约翰·柯比表示，为了缓解紧张局势，美国已经推迟了计划已久的空军民兵3洲际弹道导弹的试射。當天白宫召见中華人民共和國驻美大使秦刚，就中方在美国国会众议院议长佩洛西访台后针对台湾展开的大规模军事行动表达不满和谴责。但秦剛也嚴正駁回美方的無理指責，並嚴斥美方才是台海和地區和平穩定的麻煩製造者。美方不顧中方事先多次嚴正警告，執意安排眾議長佩洛西訪台，嚴重破壞台海和平穩定和中美關係，前因後果一清二楚，是非曲直一目了然，當前局面責任完全在美方，美方誣稱中方升級緊張局勢，完全是強詞奪理。
8月4日，美国参议院外交委员会两党领袖发表联合声明，谴责北京大动作采取实弹军演毫无合理依据，也向北京喊话称，这些作为不会削弱美国和台湾之间的关系。
8月5日，美国众议院議長南希·佩洛西在日本東京表示，美國不會讓中華人民共和國完全徹底的孤立中華民國，她還表示中国领导人习近平的行为表现得像是「吓坏的恶霸」。美國表示將會派送軍艦穿越臺海，同樣當天美国国务卿安東尼·布林肯在東亞峰會外長會議後表示，解放軍軍演是完全「毫無正當理由的」，是北京想要改變台海現狀的最新嘗試。另有报道，在台海局势因佩洛西访台招致中华人民共和国政府报复而升温之际，中国人民解放军高层官员没有回应美方对等官员多次来电。美國國務卿表態，北京切斷與華盛頓的溝通管道是「不負責任的舉動」。
8月8日，美国总统乔·拜登在肯塔基州视察当地洪灾灾情以及受灾民众时，被问及有关中国大陆最近在台海周边大规模军演的问题。对此，拜登表示，中国大陆此次军演规模之大，确实让其感到忧心，不过他并不认为大陆方面会有更进一步的动作，因此他并不担心台湾安全的问题。
8月10日，華爾街日報報導，中國領導人習近平曾經向美國總統喬·拜登就裴洛西訪台傳達訊息：「現在不是全面爆發危機的時刻」。報導引述分析，認為這是習近平為了在中共二十大後再次連任中共中央總書記的考量。美国之音报道认为，由于美国政府坚持台湾须加速发展不对称战力，鲜有除不对称战力武器外出售给台湾，本次的解放军的攻台模式似乎使得不对称战力无法阻止解放军。
8月19日，原本部署在台灣東南菲律賓海的美軍列根號航空母艦返回橫須賀母港。
8月28日，海軍第7艦隊兩艘巡洋艦穿越台海，是裴洛西訪台後美國軍艦首次穿越；美國表示，此為例行任務，同時強調這是在公海執行符合國際法的自由航行和飛越權。

## 日本
日本防衛大臣岸信夫表示「嚴厲的譴責涉及日本的安全保障及國民安危的重大問題，這是威嚇意味濃厚的軍事演習」。日本内阁总理大臣岸田文雄表示「這對地區與國際社會和平與穩定帶來嚴重影響」，要求中國方面立即中止軍事訓練。並確認日美緊密合作維持台海和平穩定。
8月4日，日本政府表示解放軍發射的5枚彈道導彈落在了日本專屬經濟區（EEZ），向中方提出了強烈抗議。共同社引述消息人士報道，中央軍委主席習近平親自指定軍演範圍，覆蓋沖繩以南的日本專屬經濟區，目的是警告日本政府不要加強美日軍事聯盟和介入台海問題。5日，日本內閣總理大臣兼自由民主黨總裁岸田文雄宣佈，內閣將在8月10日進行改組，自民黨也將做人事調整。根據岸田文雄的解釋，这次內閣改組與台海局勢升溫有關。
8月8日，冲绳县议会總務企畫委員會決定，就中國人民解放軍軍事演習中彈道導彈落入日本專屬經濟水域一事，在9日的臨時會議上提出針對中華人民共和國的抗議決議，要求中華人民共和國方面不得在沖繩近海進行任何軍事演習。8月16日，國頭郡宜野座村議會召開臨時會議，會議決定向習近平等人寄送針對中國將彈道導彈發射到日本專屬經濟水域的抗議決議。
8月17日，中央外事工作委員會辦公室主任楊潔篪和日本國家安全保障局長秋葉剛男共同主持中日第九次高級別政治對話。秋葉剛男在對話中表示，中國人民解放軍舉行的軍事演習嚴重影響地區和國際社會的和平與穩定，希望中華人民共和國方面保持克制。

## 英国
8月10日，英国外交大臣特拉斯召见了中国驻英国大使郑泽光，要求中方对美国众议院议长访台后北京“咄咄逼人”的反应作出解释。中方则随后谴责英方言辞“不负责任”。

## G7
8月3日，七大工業國組織（G7）国家外交部長和欧盟代表就台海现状和中国的军演行动发表联合声明，声明中两次提及对台海和平稳定的承诺，对解放軍军演和对台湾的经济胁迫表示担忧，敦促北京不要以武力单方面改变地区现状，而是通过和平方式解决两岸分歧。声明也强调，各国的「一个中国政策在適用的情況下没有改變，關於台湾的基本立场也没有改变」。

## 欧盟
欧盟外交和安全政策高级代表何塞普·博雷利谴责解放軍围绕台湾进行军演，指出美国众议院议长佩洛西访问台湾，并不能成为解放軍对台湾采取军事活动的理由。9月15日欧洲议会通過決議案，強烈譴責中國針對台灣的軍演挑釁行為。

## 其他
东盟方面表示军演增加在国际和区域的不稳定，恐将导致误判、危险对抗、公开冲突和不可预期的后果。媒體分析，鉴于俄罗斯入侵乌克兰使得欧洲以北约为介加强对美国的军事服从，新一轮的台海冲突可能导致美国将更多亚洲国家纳入印太战略轨道及日本再军事化。解放軍在台湾周边的演习是为“南海局势火上浇油”，而北京领导层正可借演习测试全面战争的必要性。有评论认为，北京试图通过军演活动，向民进党政府施压，只会让让台湾民心更远离大陆。8月中旬，海協會副會長孫亞夫表示，解放军在軍事演訓中展現的總體態勢、裝備水平與技術能力，會促進形成台海新的戰略態勢，「大大有利於中國統一進程」。
美國海軍戰爭學院的一份报告披露了中国人民解放军内部讨论关于大规模攻台的后勤能力信息。解放军认为，后勤保障是决定武统台湾能否成功的关键因素之一。分析人士表示，解放军的后勤支援弱点正是中华民国国军加强打击的重点，亦即不以歼灭解放军的登陆部队为目标，而是以断绝解放军的后勤补给线、削弱其登陆能力做为防卫台湾的策略。澳洲戰略政策研究所研究員魯瑟称，解放軍計劃在台灣擁有主權的海域進行實彈軍事演訓，這是過去數十年來最挑釁的舉動，是符合聯合國定義的「國家侵略」行為。《日报》分析认为，解放军在台海区域的威胁性军事演习未来可能会成为一种常态。